# Santiago de los Caballeros
Santiago de los Caballeros, o Santiago de los Treinta Caballeros, la "Ciudad Corazón", la prima Santiago d'America, è la seconda città della Repubblica Dominicana per popolazione.

## Geografia fisica
Oltre al capoluogo comprende i distretti municipali di: Sabana Iglesia, Baitoa, Pedro García, La Canela e Jacagua.
La città ha un'estensione di 75 km².

## Storia
Fu fondata nel 1495 durante la prima ondata di colonizzazione spagnola del Nuovo Mondo. Ha assunto il nome de Los Caballeros in onore dei trenta cavalieri fondatori appartenenti all'Ordine di Santiago giunti come pionieri e missionari. 
La colonia originale si trovava in località Jacagua, ma nel 1506 fu distrutta da un terremoto e mossa alla posizione attuale. Fu devastata da un altro terremoto nel 1562.
Ha avuto un'importanza strategica nella Guerra dominicana d'indipendenza del 1844.

### Situazione attuale

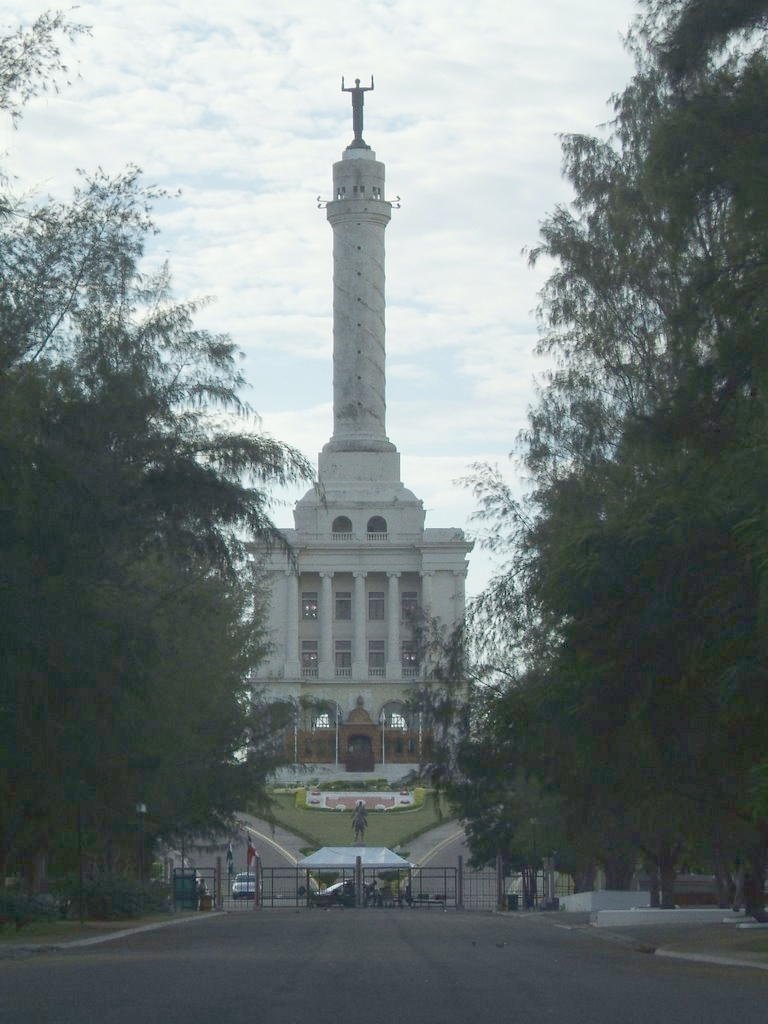
Monumento agli eroi della Restaurazione

Situata nella regione del Cibao, nel nord del paese, ha avuto sempre una forte intraprendenza imprenditoriale, che nel ha fatto la capitale economica del paese. Conta quasi 700 000 abitanti, e nelle sue vicinanze si trova la più importante zona franca del paese.
È sede dell'omonima arcidiocesi della Chiesa cattolica.
È servita dall'Aeroporto internazionale del Cibao.
È sede della squadra di baseball delle Águilas Cibaeñas (Aquile del Cibao).
Su una collina che sovrasta la città si erge un monumento di marmo di 67 metri di altezza, la cui costruzione cominciò nel 1944 per ordine dell'allora dittatore Rafael Leónidas Trujillo. Trujillo gli pose il nome di "Monumento della pace di Trujillo". Dopo la caduta del tiranno, assassinato nel 1961, gli fu cambiato il nome a "Monumento agli Eroi della Restaurazione di Santiago".
L'evento culturale più importante della città sono le feste popolari del carnevale che cominciano la prima domenica di febbraio e terminano l'ultimo giorno dello stesso mese.
In quanto a eventi commerciali, Expo Cibao, che si celebra tutti gli anni tra agosto e ottobre rappresenta l'evento di maggiore importanza della regione.

## Infrastrutture e trasporti
La città è servita dall'Aeroporto Internazionale del Cibao.

## Amministrazione
La città è gemellata con:
- San Juan[2]